# Copa da Liga Escocesa 1964–65
A Copa da Liga Escocesa de 1964-65 foi a 19º edição do segundo mais importante torneio eliminatório do futebol da Escócia. O campeão foi o Rangers F.C., que conquistou seu 6º título na história da competição ao vencer a final contra o Celtic F.C., pelo placar de 2 a 1.

## Premiação
| Copa da Liga Escocesa de 1964-65 |
| Escócia                          |
| -------------------------------- |
| Rangers F.C. Campeão (6º título) |